# DWK D350
Die DWK D350 war eine dreiachsige Diesellokomotive mit mechanischer Kraftübertragung und Stangenantrieb, die für den mittleren Rangierdienst in der Leistungsklasse ähnlich der Wehrmachtslokomotive WR 360 C 14 der Deutschen Reichsbahn konzipiert wurde. Sie wurde 1938 von den Deutschen Werke in Kiel gebaut und war der Prototyp einer folgenden Serie.
Die Lokomotive war bis 1974 im Betrieb und ist heute nicht mehr vorhanden.

## Entwicklung
Die Deutschen Werke lieferten 1938 die erste Rangierlokomotive für die deutsche Wehrmacht aus. Gegenüber der WR 360 C 14 hatte sie mechanische Kraftübertragung und wurde mit Mittelführerstand und zwei Vorbauten versehen.
Sie wurde von der Deutschen Reichsbahn in der LVA Grunewald getestet. Laut Abschlussbericht hatte sie eine höhere Anfahrzugkraft, ungünstiger waren die Zugkraftunterbrechungen beim Schalten des mechanischen Getriebes. Die Laufruhe im oberen Geschwindigkeitsbereich wurde negativ beurteilt, wofür der geringe Achsabstand und die außerhalb der Achsgruppe liegende Blindwelle verantwortlich gemacht wurden. Die Lokomotive hatte unterschiedliche Achsdrücke, dadurch kam es in bestimmten Situationen zum Schlingern. Für die darauf folgende DWK 360 C musste die gesamte Konstruktion vom Hersteller komplett geändert werden.
Diese eine Lokomotive wurde an das Reichsluftfahrtministerium in Berlin abgeliefert. Sie kam aus dem Programm von 1932 des Herstellers, die Serienlokomotiven gehörten zum Programm 1938.

## Technik
Gegenüber den seit 1937 produzierten WR 360 C 14 hatte die DWK-Konstruktion eigene Motoren und Getriebe. Die Sichtverhältnisse über den kleineren Vorbau waren besser. Im größeren Vorbau war der Motor, im kleineren das Getriebe untergebracht. Die Kraftübertragung vom Motor zum Getriebe erfolgte durch eine Welle unter dem Führerhausboden.
Die Maschinenanlage bestand aus einem Sechszylinder-Viertakt-Dieselmotor DWK 6M 30 von DWK, der ursprünglich mit Druckluft angelassen werden konnte. Der Motor gab seine Kraft über eine Lamellenkupplung an ein mechanisches Viergang-Getriebe ab, das ebenfalls mit Druckluft gesteuert wurde. Das Getriebe besaß ein Nachschaltgetriebe für die Endgeschwindigkeiten von 30 km/h und 60 km/h. Über die außerhalb der Achsgruppe liegende Blindwelle wurde über eine Treibstange eine Achse, mit Kuppelstangen die anderen Achsen angetrieben. Der Vorteil der kürzeren Treibstange auf die nächstliegende Achse führte zu einem nicht idealen Massenausgleich, was zu einer negativen Beurteilung führte.

## Einsatz

### DB V 36 310
Nach der Anlieferung zum Reichsluftfahrtministerium befand sich die Lokomotive nach dem Zweiten Weltkrieg 1947 bei der Lokzählung in Bremen und wurde als V 36 310 bezeichnet. 1949 kam sie zur Deutschen Bundesbahn und wurde dort auch als V 36 310 eingestuft. Das Einzelstück wurde vor einem Schienenschleifzug und besonders im Raum Hannover eingesetzt, wobei sie die Gerätenummer 9678 trug. Sie besaß einen besonderen Drehzahlregler für besonders konstante Langsamfahrt. 1961 wurde der Schienenschleifzug ersetzt und die Lokomotive entbehrlich.

### WLE VL 0608
Im Oktober 1961 erwarb die Westfälische Landeseisenbahn die Lokomotive. Bei der Hauptausbesserung erhielt sie einen neuen Motor und wurde für den Einmannbetrieb hergerichtet. 1963 erfolgte der erste Einsatz. Von den Bahnhöfen Warstein und Soest aus wurde sie im Rangier- und Güterzugdienst verwendet.
1973 wurde sie nach einem Getriebeschaden abgestellt und ein Jahr später in Lippstadt verschrottet.